# 世界田联室内巡回赛
世界田联室内巡回赛（World Athletics Indoor Tour）是一年一度的室内田径巡迴賽，巡迴賽由各個分站賽組成，分站賽基本上在北美和歐洲舉行。世界田联室内巡回赛自2016年开始举办。